# Suzuki GS 500 E
Die Suzuki GS 500 ist ein Motorrad des japanischen Herstellers Suzuki, das seit 1989 mit diversen technischen Veränderungen gebaut wird.

## Varianten
Das Motorrad gibt es heute in den Varianten GS 500 (Naked Bike) und GS 500 F mit Verkleidung. Die heutige GS 500 E stammt motormäßig von der GS 400 der späten 1970er frühen 1980er Jahre ab, der ab 1984 in der GSX 400 E eingebaut war. Von 1978 bis 1981 gab es eine GS 550 E mit 50 PS-Vierzylindermotor, die zur Baureihe der GS 550/750 (mit Kettenantrieb), bzw. GS 850/1100 (mit Kardanantrieb) zählte.
Die GS 500 ist in Deutschland wegen ihrer unkomplizierten Fahreigenschaften, des überschaubaren Leistungsangebotes und der vergleichsweise geringen Unterhaltskosten ein beliebtes Einsteiger- und Fahrschulmotorrad.
Wegen der strengen Abgasvorschriften wird die GS 500 E/F seit 2006 nicht mehr in Deutschland vertrieben. In einigen anderen Ländern kann man sie allerdings bis heute erwerben.

## Technische Daten (Stand 03/2008)

### Motor
Der Motor ist ein fahrtwindgekühlter Zweizylinder-Viertakt-Reihenmotor mit einer Ausgleichswelle und zwei obenliegenden, kettengetriebenen Nockenwellen (DOHC). Über Tassenstößel werden die zwei Ventile pro Zylinder betätigt. Der Motor wird im Nasssumpf-Verfahren geschmiert. Zwei Mikuni-BSR-Gleichdruckvergaser mit einem Durchlass von 33 mm versorgen den Motor mit dem Kraftstoff-Luft-Gemisch. Eine elektronische Transistor-Spulenzündung liefert den Zündfunken. Die Abgasreinigung ab Modelljahr 2004 erfolgt durch das PAIR-Sekundärluftsystem und einen ungeregelten Katalysator. Ein E-Starter startet den Motor. Die Drehstromlichtmaschine leistet 200 Watt, die Batteriekapazität ist 12 V/11 Ah.
Eine Bohrung von 74 mm und ein Hub von 56,6 mm ergeben einen Hubraum von 487 cm³. Das Verdichtungsverhältnis ist 9,0:1.
Die Nennleistung ist 25 kW/34 PS bei 8.500/min (Daten bei Drosselung für Führerscheinklasse A2), ohne Drosselung 35 kW/47 PS bei 9.200/min. (33 bis 34 kW / 45 bis 46 PS bei den früheren Baujahren).
Das maximale Drehmoment von 34 Nm liegt bei 4.600/min an. (Ungedrosselt: 40 Nm bei 7.900/min)
Der Primärantrieb erfolgt über Zahnräder und eine mechanisch betätigte Mehrscheiben-Ölbadkupplung. Das Getriebe hat sechs Gänge. Über eine O-Ring-Kette wird die Kraft zum Hinterrad übertragen.

### Fahrwerk
Der Rahmen ist ein Doppelschleifenrahmen aus Vierkant-Stahlprofilen. Die Teleskopgabel vorne hat einen Standrohrdurchmesser von 37 mm und 120 mm Federweg. Die Hinterradaufhängung besteht aus einer Zweiarmschwinge, aus Stahlprofilen gefertigt und einem über Hebelsystem angelenkten Zentralfederbein mit 7-fach verstellbarer Federbasis und 115 mm Federweg.
Die Scheibenbremse vorne hat einen Durchmesser von 310 mm. (Doppelkolben-Schwimmsattel).
Die Scheibenbremse hinten hat einen Durchmesser von 250 mm.(Doppelkolben-Fest
sattel).
Vorne rollt die GS 500 E auf Reifen der Größe 110/70 H 17 (3.00 × 17" Leichtmetallfelge), hinten auf 130/70 H 17 (3.50 × 17" Leichtmetallfelge).

### Maße und Gewichte
- Radstand 1405 mm
- Lenkkopfwinkel 64,5°
- Nachlauf 95 mm
- Sitzhöhe 790 mm
- Tankinhalt GS 500 E: 17 l; GS 500 F: 20 l (davon 3,5 l Reserve)
- Trockengewicht 174 kg
- Leergewicht 188 kg
- zulässiges Gesamtgewicht 380 kg.

### Fahrleistungen
Messwerte aus MOTORRAD 19/2000
- Höchstgeschwindigkeit solo (mit Sozius) 162 (152) km/h
- Beschleunigung solo (mit Sozius) 0–100 km/h 5,4 (6,9) s
- Elastizität/Durchzug solo (mit Sozius) 60–140 km/h 17,4 (25,6) s
- Verbrauch Ø 4,6 l/100 km, Normalbenzin (91 ROZ), daraus ergibt sich eine Reichweite von ca. 400 km des F-Modells und ca. 350 km des E-Modells.

## Lob und Tadel der Fachpresse (Januar 2010)
Der Zweizylinder zieht sauber und gleichmäßig, ausreichend kräftig aus niedrigen Drehzahlen hoch und sorgt für ordentliche Fahrleistungen. Auf verwinkelten Landstraßen kommt es dabei gar nicht so sehr auf das Ausreizen der Höchstleistung an, vielmehr spielt die Suzi hier ihre enorme Handlichkeit aus. Das relativ geringe Gewicht, die schmalen Reifen und die versammelt-sportliche, aber entspannte Sitzhaltung machen das Kurvenwetzen zum lässigen Vergnügen.
Die Sitzbank geriet jedoch recht hart, und Windschutz darf man nicht erwarten – ein idealer Reisetourer ist die 500er also nicht. Spätestens mit Beifahrer und/oder Gepäck sind die Federelemente überfordert. Schon bei Solofahrten schlägt die zu weiche Gabel beim harten Bremsen gelegentlich durch, auf Bodenwellen schaukelt sich das Heck wegen des unterdämpften Federbeins auf. An Stabilität mangelt es dennoch nicht, so lange die Fahrbahn eben ist.

## Fotos aus verschiedenen Baujahren
|  |  |  |